# فايسو
فايسو (بالفرنسية: Faissault)‏ هي بلدية فرنسية تقع في إقليم الأردين التابعة لمنطقة غراند إيست. 

## الأماكن والمعالم الأثرية

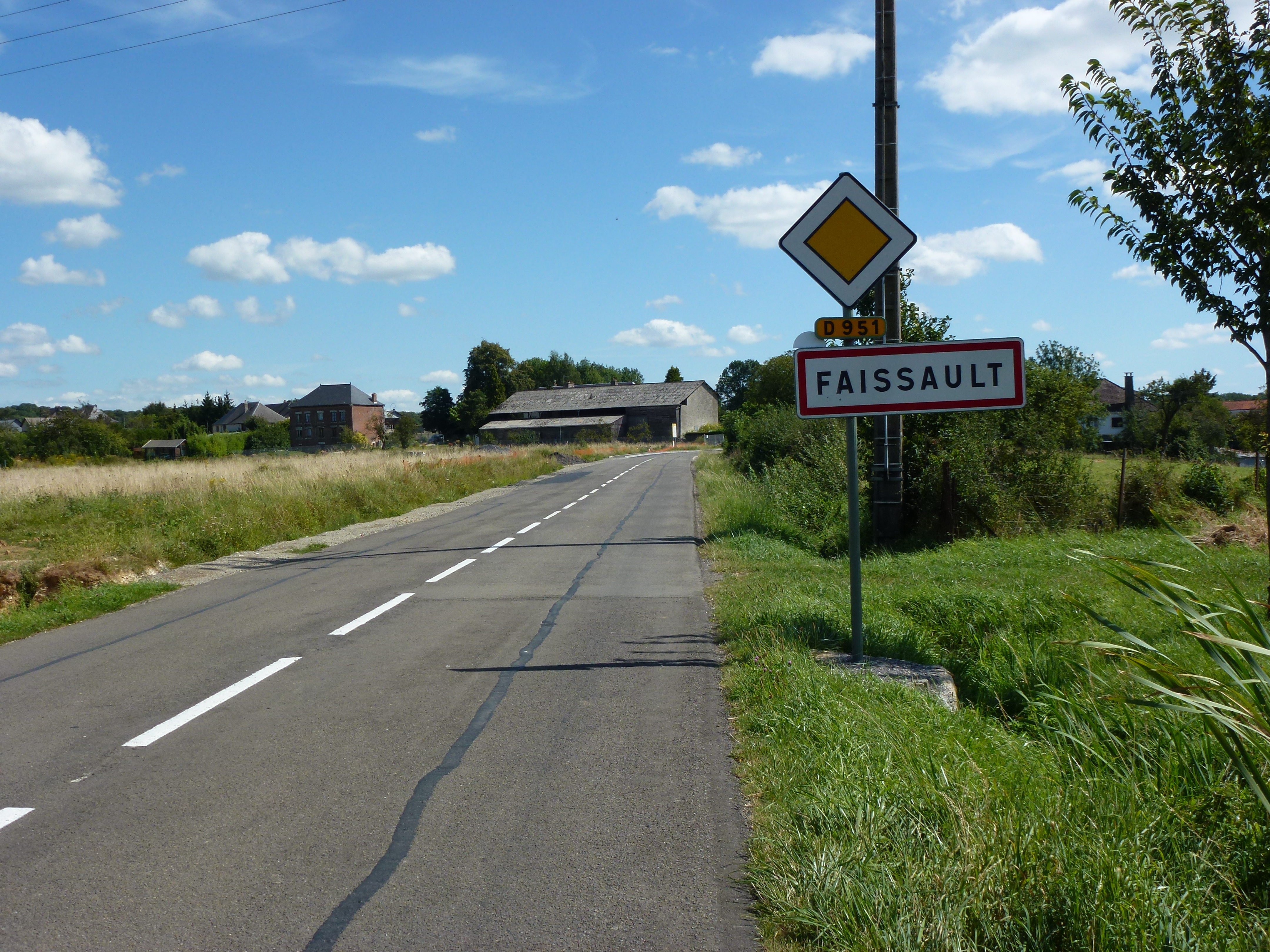
مدخل فايسو.
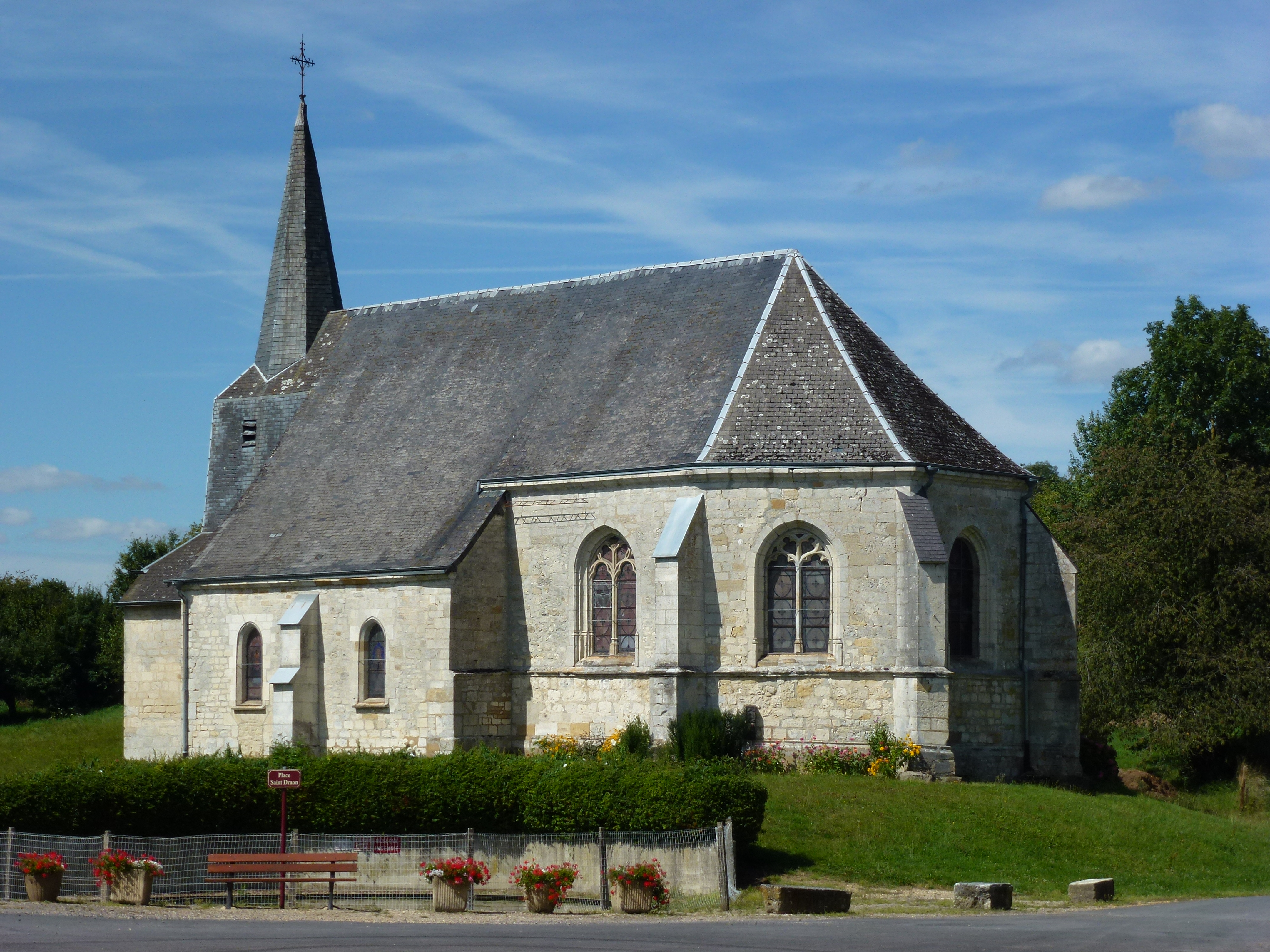
كنيسة فايسو.
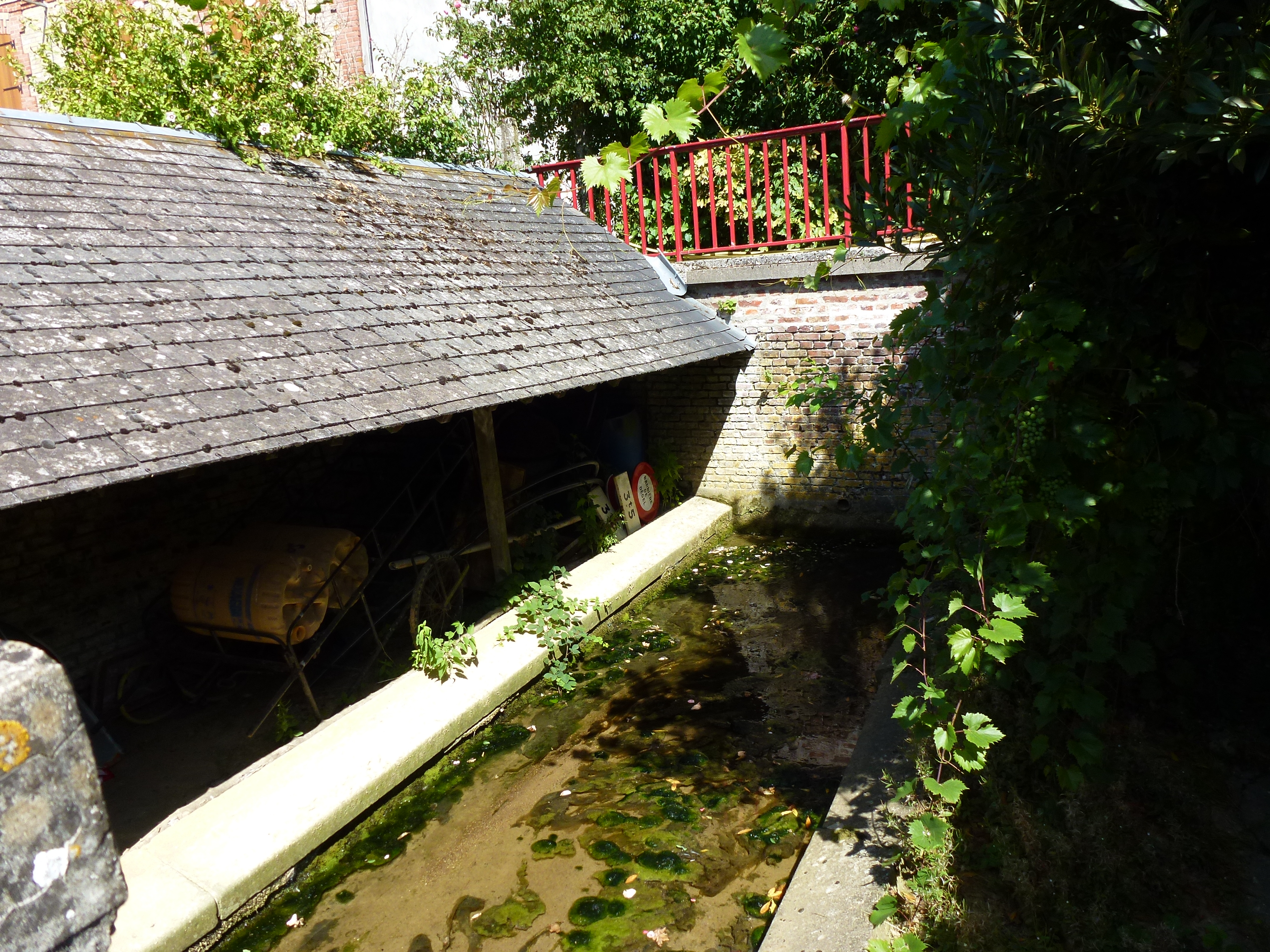
.

## شخصيات مرتبطة بالبلدية
- ولد فيها إتيان دروميل (1844-1897) ، رجل قانون وسياسي فرنسي.